# Tau2 Aquarii
Pour les articles homonymes, voir Tau Aquarii.
Désignations
Tau2 Aquarii (τ2 Aqr / τ2 Aquarii), parfois simplement désignée Tau Aquarii, est une étoile géante rouge de la constellation zodiacale du Verseau. Elle est visible à l’œil nu avec une magnitude apparente de +3.98. C'est une étoile localisée à quelques degré de l'écliptique et qui peut donc être occultée par la Lune.

## Environnement stellaire
τ2 Aquarii présente une parallaxe annuelle de 10,27 mas mesurée par le satellite Hipparcos, ce qui signifie qu'elle est distante de ∼ 318 a.l. (∼ 97,5 pc) de la Terre.
C'est une étoile solitaire. Elle possède toutefois un compagnon optique de dixième magnitude, localisé à un angle de position de 297° et à une distance angulaire de 132,4 secondes d'arc en date de 2010. Cette étoile, désignée HD 216020 ou BD-14°6351, est une géante orangée de type spectral K1/2(III).

## Propriétés
τ2 Aquarii est une géante rouge de type spectral M0III. Son diamètre angulaire mesuré directement et après avoir corrigé l'effet de l'assombrissement centre-bord, est de 5,12 ± 0,05 mas. Connaissant sa distance, cela donne à τ2 Aquarii un rayon qui est 53 fois supérieur à celui du Soleil. Elle est 700 fois plus lumineuse que l'étoile du Système solaire et sa température de surface est de 3 690 K.
L'étoile est une variable suspectée, dont la luminosité semble varier avec une amplitude de 0,06 magnitudes, de 3,98 à 4,04. Elle porte par conséquent la désignation de NSV 14329 dans le New Catalogue of Suspected Variable Stars.